# 115 (число)
115 (Сто п'ятна́дцять) — натуральне число між  114 та  116.

## У науці
Атомний номер унунпентію.

## В інших областях
- 115 рік, 115 до н. е.
- ASCII-код символу «s»